# Patapsco Vallis
La Patapsco Vallis è una struttura geologica della superficie di Marte.